# Emilio Lledó
Emilio Lledó Íñigo (Sevilla, 5 de noviembre de 1927) es un filósofo español formado en Alemania, que ha sido profesor de las universidades de Heidelberg, La Laguna, Barcelona y Madrid (UNED). Es miembro desde 1994 de la Real Academia Española, en la que ocupa el sillón "ele" minúscula.

## Trayectoria
De padres saltereños, Emilio Lledó nació en el barrio de Triana de Sevilla en 1927, aunque con seis años se trasladó a Vicálvaro, por entonces un pueblo pequeño de Madrid. Allí estudió la primaria con un maestro que recordará de por vida, el cual tuvo que huir al concluir la guerra civil española.
Cursó la enseñanza secundaria en el Instituto Cervantes de Madrid y se licenció en filosofía en la Universidad de Madrid en 1952, donde fue apoyado por un joven de nombre Julián Marías. De inmediato se fue a Alemania, y prosiguió sus estudios con maestros alemanes; en filosofía, Hans-Georg Gadamer sobre todo, además de Karl Löwith; Otto Regenbogen, quien le encaminó hacia la filología clásica. Pudo concluir allí su tesis doctoral (tesis: El concepto "Poíesis" en la filosofía griega. Universidad de Madrid. 1940) al conseguirle Gadamer una beca de la "Alexander von Humboldt Stiftung".
En 1955 se incorporó a la Universidad de Madrid como ayudante de Santiago Montero Díaz. Pero regresó a Alemania, casado: Gadamer era decano de la Facultad y le comunicó que había un puesto para él en Heidelberg. Y, si bien en 1958 obtuvo una cátedra de secundaria, pidió la excedencia para volver de nuevo a Alemania, donde estaría diez años en conjunto, durante esa etapa.[cita requerida]
En 1962 regresó a España, ya que, finalmente, se incorporó a la docencia secundaria en el Instituto Núñez de Arce en Valladolid, con su mujer, Montserrat Macau Matas (fallecida en 1971, a los 39 años de edad), catedrática de alemán. A los dos años, en 1964, Lledó obtuvo la cátedra de Fundamentos de filosofía e Historia de los sistemas filosóficos de la Universidad de La Laguna, a donde se trasladó, lo que fue una experiencia decisiva en su vida. Poco después, en 1967, opositó a la cátedra de Historia de la Filosofía de la Universidad de Barcelona, la obtuvo y permaneció once años muy fructíferos en la capital catalana.[cita requerida]

## Otras docencias
La actividad docente ha sido fundamental en la trayectoria de Lledó. Una muestra muy significativa de su vida activa con los alumnos ha sido el número de trabajos de investigación que ha dirigido en sus años universitarios: suman 31 tesis doctorales y 95 tesinas de licenciatura. Muchos de ellos son hoy libros de peso. 
En 1978 se trasladó a la UNED de Madrid. 
Y en la UNED ha desarrollado una actividad notable hasta su jubilación, si bien volvió a Alemania durante un tiempo como investigador, pues en 1988 fue nombrado miembro vitalicio (fellow) del Instituto para Estudios Avanzados de Berlín ("Wissenschaftskolleg"), y se estableció allí durante tres años, ya que también estuvo en la Universidad libre de esa ciudad. Precisamente allí escribió dos de sus grandes monografías: El silencio de la escritura y El surco del tiempo.
Fue elegido a continuación, el 11 de noviembre de 1993, miembro de la Real Academia Española; tomó posesión el 27 de noviembre de 1994, y ocupa el sillón "l" (ele) minúscula; en esa institución desempeñó el cargo de Académico Bibliotecario (1998-2006) y colabora activamente en ella.

## Publicaciones
Lledó tradujo de joven el clásico de Wilhelm Capelle, Historia de la filosofía griega (última edición, Gredos, 2003). Más tarde, prologó extensamente ediciones de Platón (de quien había traducido varios diálogos) y de Aristóteles. Por otra parte, colaboró en trabajos colectivos para la difusión de la filosofía. Y ha dirigido una colección selecta de pensamiento para el Círculo de Lectores.

## Una madurez temprana
Publicó muy pronto, algo retocada, su tesis doctoral El concepto 'poiesis' en la filosofía griega (1961), que solo se ha difundido recientemente, en 2010, con traducciones de los textos clásicos y nuevas palabras introductorias.
Pero en una primera etapa de trabajos Lledó, sobre todo, escribió dos libros que definen su personal modo de trabajar en la filosofía y su evolución reflexionando sobre la lengua y de la historia: Filosofía y lenguaje (1971) y Lenguaje e historia (1978), ambos muy reeditados. Asimismo hizo un balance sobre el pensamiento de esos años de ebullición con La filosofía, hoy (1975).
En los ochenta, entregó su monografía sobre El epicureísmo, muy reeditada e intensa, y otros dos libros que dieron nuevo impulso a su trabajo: La memoria del logos, que es un minucioso recorrido sobre los diálogos de Platón, y Memoria de la ética, que gira en torno a la moral de Aristóteles (ambos son autores de referencia para él, junto a Kant y Nietzsche). Sobre esa base, construirá recientemente El origen del diálogo y de la ética. Una introducción al pensamiento de Platón y Aristóteles, en 2011.
Otro tipo de ensayos, de 1991 y 1992, definen más su expresión actual, cada vez más abierta. Así, El silencio de la escritura, que obtuvo el Premio Nacional de Ensayo, y El surco del tiempo, trabajo novedoso sobre el Fedro platónico. 
Luego, en 1998, recopiló un voluminoso libro de artículos, Imágenes y palabras: ensayos de humanidades, donde daba cuenta de su amplia labor indagadora. Previamente, en Días y libros (1994) —hoy en la colección Austral 2018— había recogido un abundante número de textos breves como comentarista de la filosofía y de la cultura en general. Asimismo, agrupó sus conversaciones hasta 1997 en el volumen Palabras entrevistas.

### Empuje editorial en elsigloXXI
En el siglo XXI, ha venido reordenando y retocando, con nuevas introducciones, varios libros precedentes. Destaca en esa tarea un ensayo de referencia para valorar su trabajo, citado ya: El origen del diálogo y de la ética. Una introducción al pensamiento de Platón y Aristóteles (2011). También es de gran interés actual La filosofía, hoy. Filosofía, lenguaje e historia (2012), un grueso libro de lecturas intensas, en donde recupera y prologa los tres volúmenes que había publicado en los años setenta, incluyendo el texto que le da título y que no había sido reimpreso desde 1975.
Pero, además de ello, Lledó ha publicado en estos años varios libros de artículos dispersos, agrupados temáticamente: el inédito Elogio de la infelicidad (2005 y 2015), de gran aliento ensayístico sobre esa cuestión crucial, la felicidad, y que sigue logrando gran eco; El marco de la belleza y el desierto de la arquitectura (2009), más breve y misceláneo; así como Ser quien eres (2009), que es una reunión de escritos dispares que ahondaban en sus ideas sobre la educación. De 2013 es la nueva recopilación de ensayos, Los libros y la libertad, sobre el libro, una de las manifestaciones de nuestra capacidad de crear y de recrearnos. 
En 2015 se han agrupado artículos muy variados, en un grueso volumen: Palabra y humanidad. En otoño, apareció un "Diálogo entre filósofos", con Manuel Cruz, llamado Pensar es conversar. 
Se imprimió, en ese año, Fidelidad a Grecia, libro inédito donde aborda los vicios públicos y narra el asombro ante el arte y el mundo, así como el impulso a la verdad, la sabiduría y el placer corporal que arranca de Grecia. Y de 2017 es su amplísimo volumen de conversaciones: Dar razón. 
En 2018 se ha recuperado, con prefacio nuevo del autor, Días y libros; es un libro decisivo para entender su formación y toda su vida; consta de pequeños artículos y notas de lectura escritas desde su juventud alemana, agotado en 1995.
Acaba de publicar un nuevo libro de ensayos, sobre un tema que le ocupado más de diez años: Identidad y amistad, Penguin, 2022.

## Pensamiento
Su trabajo intelectual se mueve entre la interpretación de textos clave de la historia de la filosofía, y la meditación teórica sobre esta labor interpretativa. Está enraizado en la corriente hermenéutica y considera que el lenguaje es el elemento esencial en el pensar y en el instalarse del hombre en la sociedad o en la naturaleza. La filosofía no sería sino la meditación sobre tal instalación; y la historia de la filosofía se entendería como "memoria colectiva" del complejo proceso seguido por la humanidad.
El pensamiento de Lledó se vertebra en el tiempo a través de tres ejes principales: 1) la filosofía griega clásica, con una mirada especial a los diálogos platónicos y a las éticas aristotélicas, así como al epicureísmo; 2) la atención al lenguaje como objeto principal del análisis filosófico, en clara convergencia con el desarrollo de las principales corrientes del pensamiento europeo de posguerra; y 3) la elaboración de una amplia reflexión sobre la temporalidad y la escritura que acabará desembocando en una bien trabada filosofía de la memoria y en una antropología textual de raíces originalmente hermenéuticas.
Una parte de todo ello fue llevado a cabo en el anómalo contexto de la cultura española del tardo-franquismo o de la transición a la democracia, en aquel intento de renovación de la filosofía que dio lugar al segundo enganche de la cultura española del siglo XX con la filosofía europea. De ese segundo engarce —que sobrevino después del que protagonizara a principios de siglo José Ortega y Gasset—, Lledó ha sido una figura de principal importancia.
En general, su obra se caracteriza por el uso jugoso y rico de palabras claras, consistentes, por una pasión expresiva y muy rigurosa, por el empeño de que el pensamiento antiguo o moderno tenga peso ante ciertos desgarros del presente que pone siempre en evidencia y más en el siglo XXI. Ello se percibe bien en Palabras en el tiempo. Abecedario filosófico, 2019, reunido por C. Játiva.

## Obras
- El concepto 'poíesis' en la filosofía griega. Heráclito, Sofistas, Platón (1961), reeditado por Dykinson, 2010.
- Filosofía y lenguaje (1970), Crítica, 2008.
- La filosofía, hoy, Salvat, 1975. Traducido al francés.
- Lenguaje e historia (1978), Dykinson, reeditado en 2011.
- La memoria del logos (1984), Taurus, reeditado en 2018.
- El epicureísmo 2015, Taurus (or. 1984). Traducido al francés.
- El silencio de la escritura (1991), Espasa-Calpe, reed. 2014.
- El surco del tiempo: meditaciones sobre el mito platónico de la escritura y la memoria (1992), Crítica, 2000. Traducido al italiano.
- Memoria de la ética (1994), Taurus, reed. en 2018.
- Ser quien eres. Ensayos para una educación democrática, Prensas Universitarias de Zaragoza, 2009.
- El marco de la belleza y el desierto de la arquitectura, Biblioteca Nueva, 2009.
- El origen del diálogo y de la ética. Una introducción al pensamiento de Platón y Aristóteles, Gredos, 2011, reeditado en 2015.
- La filosofía, hoy. / Filosofía, lenguaje e historia, RBA, 2012 y reeditado en 2015; es reunión de sus tres libros de la década de 1970.
- Los libros y la libertad, RBA, 2015 (or. 2013).
- Palabra y humanidad, KRK, 2015; edición e introducción de Juan Á. Canal.
- Pensar es conversar. Diálogo entre filósofos, con Manuel Cruz, RBA, 2015.
- Dar razón. Conversaciones, KRK, 2017, libro que aumenta su colección de diálogos anterior Palabras entrevistas, 1997.
- Imágenes y palabras: ensayos de humanidades, Taurus, 2017 (or. 1998).
- Sobre la educación, Taurus, 2018.
- Días y libros. Pequeños artículos y otras notas, reeditado en Austral, 2018, con prefacio nuevo (or., Junta de Castilla y León, 1994: concebido y anotado por Mauricio Jalón).
- Palabras en el tiempo. Abecedario filosófico, fund. J. M. Lara, 2019, reunido y comentado por Cipriano Játiva.
- Elogio de la infelicidad, col. Austral, 2020  (or. 2005); es un libro agrupado por Mauricio Jalón y corregido con el autor.
- Fidelidad a Grecia, Taurus, 2020 (edición aumentada, or. 2015). Fue reunido y comentado por Mauricio Jalón.
- Identidad y amistad. Palabras para un mundo posible, Taurus, mayo de 2022.

## Libros traducidos
- La philosophie d'aujourd'hui, Lausana, Grammont (Bibliothèque Laffont des grandes thèmes), 1976.
- Il solco del tempo, Roma-Bari, Laterza, 1994, trad. de El surco del tiempo.
- Une sagesse du corps, de la joie et de l'amitié. Lecture d'Épicure, Blajan, Solanhets, 2017.
- Le sillon du temps, Hachette, 2020, trad. de El surco del tiempo.

## Reconocimientos
En 1990, recibió el premio Alexander von Humboldt del gobierno de Alemania. Fue nombrado "Hijo Predilecto de Andalucía" en 2003. En 2004 se le otorgó el XVIII Premio Internacional Menéndez Pelayo en reconocimiento a su trayectoria como investigador y docente en las Humanidades. Recibió en 2005 la "Cruz Oficial de la Orden del Mérito" de la República Federal de Alemania. En 2007, le fue concedido el II Premio Fernando Lázaro Carreter creado por la Fundación Germán Sánchez Ruipérez.
En el pueblo de sus padres, Salteras (Sevilla), se inauguró una biblioteca con su nombre. La Junta de Andalucía le concedió el Premios de Cultura María Zambrano 2008, por "su papel en la recuperación de la filosofía griega y el helenismo en España, así como su contribución al desarrollo de la hermenéutica en el panorama de la filosofía española contemporánea". En este mismo año, como homenaje a su labor docente, los profesores del nuevo Instituto de Educación Secundaria de Numancia de la Sagra, Toledo, acordaron poner su nombre al nuevo centro.
En 2010, la asociación Iniciativa Sevilla Abierta ISA le concedió el Premio ISA en su modalidad de ‘Proyección internacional de la ciudad’ por la altura de su obra intelectual y su defensa de los valores humanistas, la cultura, la ciencia y el apoyo a la lectura. Para el jurado de aquellos Premios, “este filósofo tan cercano a todos, ha trabajado en el desarrollo y divulgación de los valores que dan esencia a la persona como miembro de la sociedad universal y que contribuyen a la formación de la cultura a lo largo de los tiempos”.
En 2011 conversó en la Fundación Juan March con Manuel Cruz. Ese año tuvo otro diálogo en la TV andaluza, con Jaquín Petit, y otro más a finales de año con Juan Cruz para Canal +. Asimismo intervino, en junio de 2012, en Barcelona, para un programa cultural de TV3, Singulars, con Jaume Barberà. Estos recorridos verbales por su trayectoria vital y creativa han supuesto una reflexión autobiográfica, en paralelo a la preparación de nuevas ediciones de sus libros, con reordenaciones, y con recuperaciones inéditas de artículos que reflejan su vida activa en este siglo.
El 27 de mayo de 2014 fue investido doctor honoris causa por la Universidad de Lérida. En noviembre de 2014, recibió el "Premio Nacional de las Letras Españolas" que concede el Ministerio de Educación, Cultura y Deporte del Gobierno de España, en reconocimiento a toda su trayectoria literaria y divulgativa. Además, en ese mismo mes le fue otorgado el "Premio Sancha" de la Asociación de Editores de Madrid, y un importante galardón internacional: el "Premio Internacional de Ensayo Pedro Henríquez Ureña", que recibió en México.

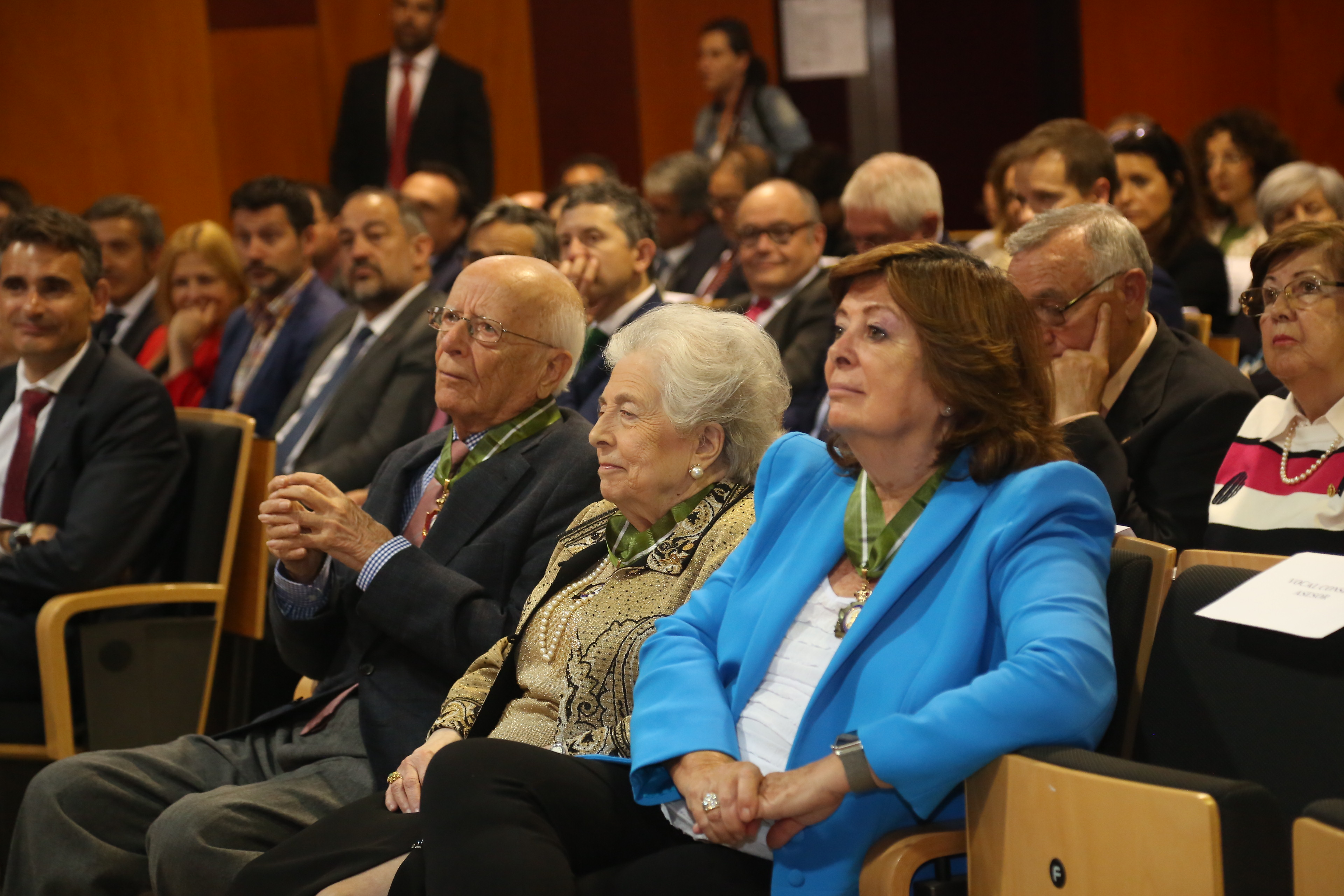
Lledó, junto a Dolores Cabezudo y María Vallet, en la entrega de las Medallas al Mérito en la Investigación y en la Educación Universitaria (Toledo, mayo de 2019)

En mayo de 2015 fue galardonado con el Premio Princesa de Asturias de Comunicación y Humanidades por su trayectoria y como referente intelectual y ético. Declaró: "Creo en la importancia de la palabra y la comunicación para construir ese concepto que los seres humanos llaman hoy las Humanidades y que, para los griegos, simbolizaban la idea de justicia, de verdad, de solidaridad y filantropía”.
En junio de 2016, la Sociedad Española de Estudios Clásicos le premió por sus contribuciones en ese campo de trabajo. El 14 de septiembre de 2016 la Universidad de Barcelona le concede la Medalla de Oro de la Universidad en la que había ejercido su magisterio durante el período 1967-1978.
Ya nonagenario recibió el 16 de febrero de 2018 el II Premio Internacional Humanismo Solidario “Erasmo de Rotterdam” de la Universidad de Málaga.
En 2018 rechazó la Medalla de Oro de la Comunidad de Madridy en 2020 recibió la Medalla de Oro al mérito en las Bellas Artes.